# Campeonato Europeo de Piragüismo en Eslalon de 2024
El XXIV Campeonato Europeo de Piragüismo en Eslalon se celebró en Tacen (Eslovenia) entre el 15 y el 19 de mayo de 2024 bajo la organización de la Asociación Europea de Piragüismo (ECA) y la Federación Eslovena de Piragüismo.
Las competiciones se realizaron en el Canal de Piragüismo en Eslalon de Tacen, ubicado sobre el río Sava, al noroeste de la capital eslovena.

## Medallistas

### Masculino
| Evento                 | Oro                                                                   | Plata                                                                     | Bronce                                                                  |
| ---------------------- | --------------------------------------------------------------------- | ------------------------------------------------------------------------- | ----------------------------------------------------------------------- |
| K1 individual (18.05)  | Giovanni De Gennaro · Italia · 86,56 pts.                             | Mario Leitner · Austria · 89,52 pts.                                      | Gelindo Chiarello · Suiza · 90,43 pts.                                  |
| C1 individual (19.05)  | Žiga Lin Hočevar Eslovenia 90,32                                      | Luka Božič Eslovenia 91,16                                                | Benjamin Savšek Eslovenia 91,39                                         |
| K1 por equipos (18.05) | Jiří Prskavec · Vít Přindiš · Jakub Krejčí · República Checa · 105,17 | Felix Oschmautz · Mario Leitner · Moritz Kremslehner · Austria · 109,52   | Titouan Castryck Anatole Delassus Vincent Delahaye Francia 109,86       |
| C1 por equipos (19.05) | Benjamin Savšek Luka Božič Žiga Lin Hočevar Eslovenia 104,95          | Jiří Prskavec · Lukáš Rohan · Václav Chaloupka · República Checa · 105,18 | Matej Beňuš · Michal Martikán · Marko Mirgorodský · Eslovaquia · 106,31 |

### Femenino
| Evento                 | Oro                                                                             | Plata                                                     | Bronce                                                                           |
| ---------------------- | ------------------------------------------------------------------------------- | --------------------------------------------------------- | -------------------------------------------------------------------------------- |
| K1 individual (18.05)  | Klaudia Zwolińska · Polonia · 95,77 pts.                                        | Zuzana Paňková · Eslovaquia · 100,72 pts.                 | Mallory Franklin Reino Unido 102,30 pts.                                         |
| C1 individual (19.05)  | Andrea Herzog · Alemania · 101,24                                               | Gabriela Satková · República Checa · 105,04               | Marjorie Delassus Francia 107,76                                                 |
| K1 por equipos (18.05) | Eva Terčelj Eva Alina Hočevar Ajda Novak Eslovenia 124,55                       | Camille Prigent Emma Vuitton Coline Charel Francia 131,82 | Antonie Galušková · Kateřina Beková · Tereza Fišerová · República Checa · 133,77 |
| C1 por equipos (19.05) | Tereza Kneblová · Gabriela Satková · Martina Satková · República Checa · 119,61 | Eva Alina Hočevar Lea Novak Alja Kozorog Eslovenia 127,73 | Mallory Franklin Kimberley Woods Ellis Miller Reino Unido 128,25                 |

### Eslaloncrossmasculino
| Evento                      | Oro                                   | Plata                           | Bronce                         |
| --------------------------- | ------------------------------------- | ------------------------------- | ------------------------------ |
| K1 cross individual (15.05) | Vít Přindiš · República Checa · 49,21 | Jonny Dickson Reino Unido 50,16 | Martin Dougoud · Suiza · 50,87 |
| K1 cross (16.05)            | Joseph Clarke Reino Unido             | Jan Rohrer · Suiza              | David Llorente · España        |

### Eslaloncrossfemenino
| Evento                      | Oro                        | Plata                               | Bronce                        |
| --------------------------- | -------------------------- | ----------------------------------- | ----------------------------- |
| K1 cross individual (15.05) | Alena Marx · Suiza · 56,37 | Klaudia Zwolińska · Polonia · 56,59 | Camille Prigent Francia 57,05 |
| K1 cross (16.05)            | Alena Marx · Suiza         | Camille Prigent Francia             | Nikita Setchell Reino Unido   |

## Medallero
| Núm. | País            | Oro | Plata | Bronce | Total |
| ---- | --------------- | --- | ----- | ------ | ----- |
| 1    | Eslovenia       | 3   | 2     | 1      | 6     |
| 1    | República Checa | 3   | 2     | 1      | 6     |
| 3    | Suiza           | 2   | 1     | 2      | 5     |
| 4    | Reino Unido     | 1   | 1     | 3      | 5     |
| 5    | Polonia         | 1   | 1     | 0      | 2     |
| 6    | Alemania        | 1   | 0     | 0      | 1     |
| 6    | Italia          | 1   | 0     | 0      | 1     |
| 8    | Francia         | 0   | 2     | 3      | 5     |
| 9    | Austria         | 0   | 2     | 0      | 2     |
| 10   | Eslovaquia      | 0   | 1     | 1      | 2     |
| 11   | España          | 0   | 0     | 1      | 1     |
|      | TOTAL           | 12  | 12    | 12     | 36    |